# Skulpturenpark Västertorp

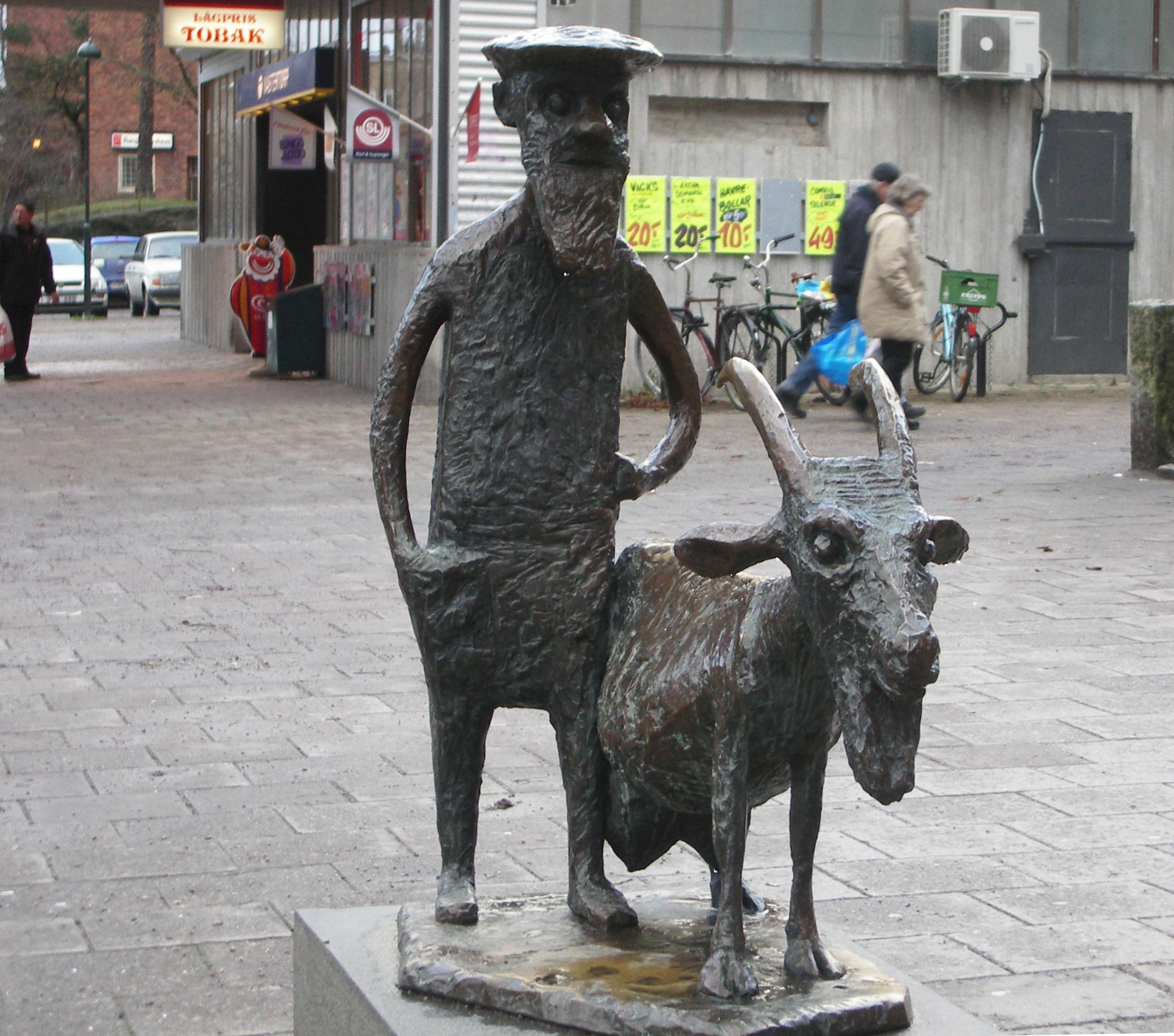
Nr. 21: Gubben med geten von Allan Runefelt

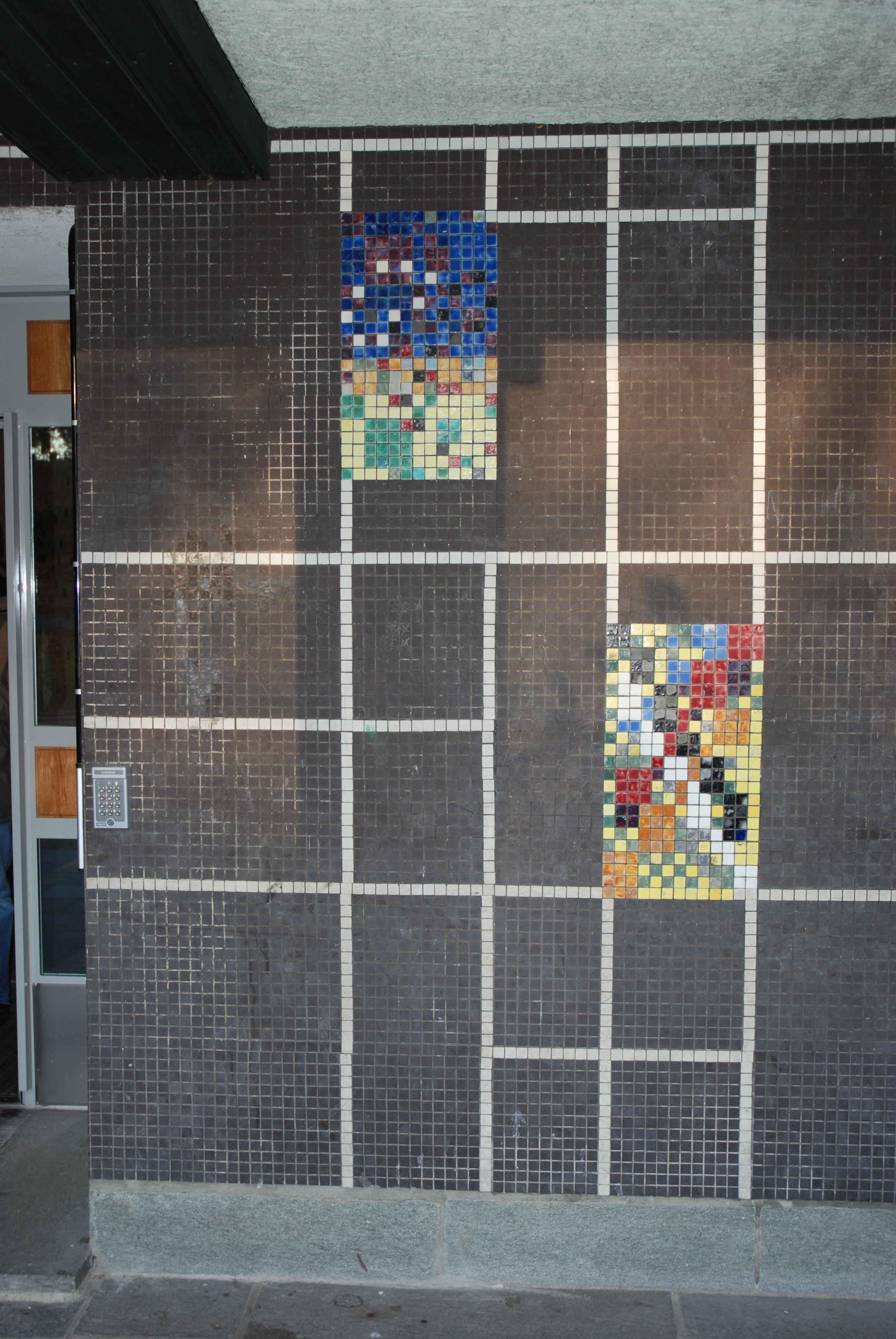
Wandmosaik von Olle Bonniér

Der Skulpturenpark Västertorp ist ein Skulpturenpark, der sich in dem 4 Hektar großen Park namens Västertorpsparken im Stadtteil Hägersten-Liljeholmen von Stockholm befindet.
In den Jahren von 1950 bis 1959 wurden 21 Skulpturen der schwedischen Bildhauerei aufgestellt, die alle Strömungen der Zeit von 1930 bis 1950 repräsentieren. 16 Skulpturen wurden von der Stiftung Hägerstensåsens kulturelle forening geschenkt, angekauft wurden die Werke der Bildhauer Stig Blomberg und Ivar Johnsson. Der Skulpturenpark wurde nach seiner Fertigstellung 1954 im Jahre 1955 von König Gustav Adolf IV. feierlich eingeweiht.

## Sammlung
- Asmund Arle: Liggande kalv (Bronze), Centrumhöghuset
- Stig Blomberg: Systrarna (Bronze) von 1952, im Västertorpsparken
- Pye Engström: Efter badet (Kalkstein) von 1971/76, Västertorpsbadet
- Liss Eriksson: Faster (Granit), im Västertorpsparken
- Liss Eriksson: Oskuld (Bronze) von 1958, Skidvägen
- Adam Fischer: Flicka med parasoll (Bronze), Vasaloppsvägen
- Eric Grate: Trädet (Bronze), Torget
- Eric Grate: Liggande kvinna (Bronze) von 1942/52, Torget
- Ivar Johnsson: Mannen med islandströjan (Bronze) von 1934, im Västertorpsparken
- Arne Jones: Katedral von 1947, Centrumhuset
- Lennart Källström: Stående pojke (Bronze) von 1954, im Västertorpsparken
- Karl-Gunnar Lindahl: Vingkontroll von 1973, Skridskovägen
- Knut Erik Lindberg: Huvud (Bronze), Centrumhöghuset
- Bror Marklund: Sittande pojke (Bronze) von 1936, Torget
- Nils Möllerberg: Sigun (Bronze) von ca. 1938, Metrostation Hägerstensåsen
- Henry Moore: Internal-External Forms (Bronze) von 1952/53, Torget
- Gustav Nordahl: Lena (Bronze), Störtloppsvägen/Isjaktsgränd
- Olof Thorwald Ohlsson: Körkarlen (Granit) von 1951, Stöttingsgränd
- Edvin Öhrström: Den store hvide (Bronze) von 1953, im Västertorpsparken
- Palle Pernevi: Petite Femme von 1951, Centrumhöghuset
- Allan Runefelt: Gubben med geten (Bronze) von 1952, Torget

## Weitere Kunstwerke im Stadtteil
- Olle Bonniér, Pierre Olofsson: Wandmosaik Skidvägen
- Jörgen Fogelquist: Med Örnen mot polen (1971), Metrostation Västertorp
- Arne Jones: Harlekin und Colombine (Zwei Reliefs), Vasaloppsvägen
- Åke Jönss: Flicka (Keramik), Vasaloppsvägen
- Endre Nemes: Zodiak-klocka (Email) (1949), Torget
- Vera Nilsson: Sagan om solen och nordanvinden (Wandbild) (1951), Västertorpsskolan
- Otte Sköld: Vindarnas saga (Mosaik) (1951), Västertorpsskolan

## Fotogalerie

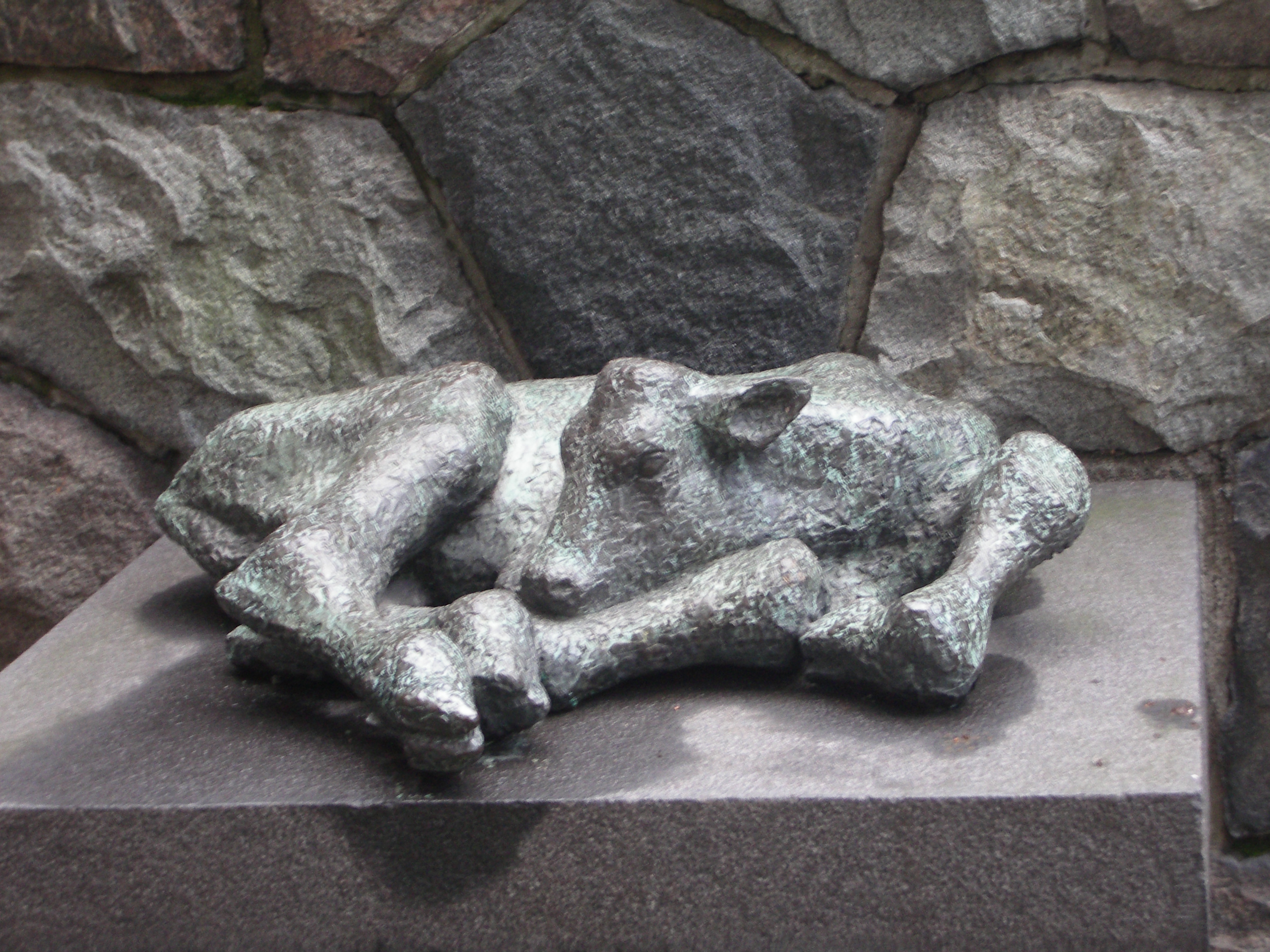
Nr. 1: Liggande kalv von Asmund Arle
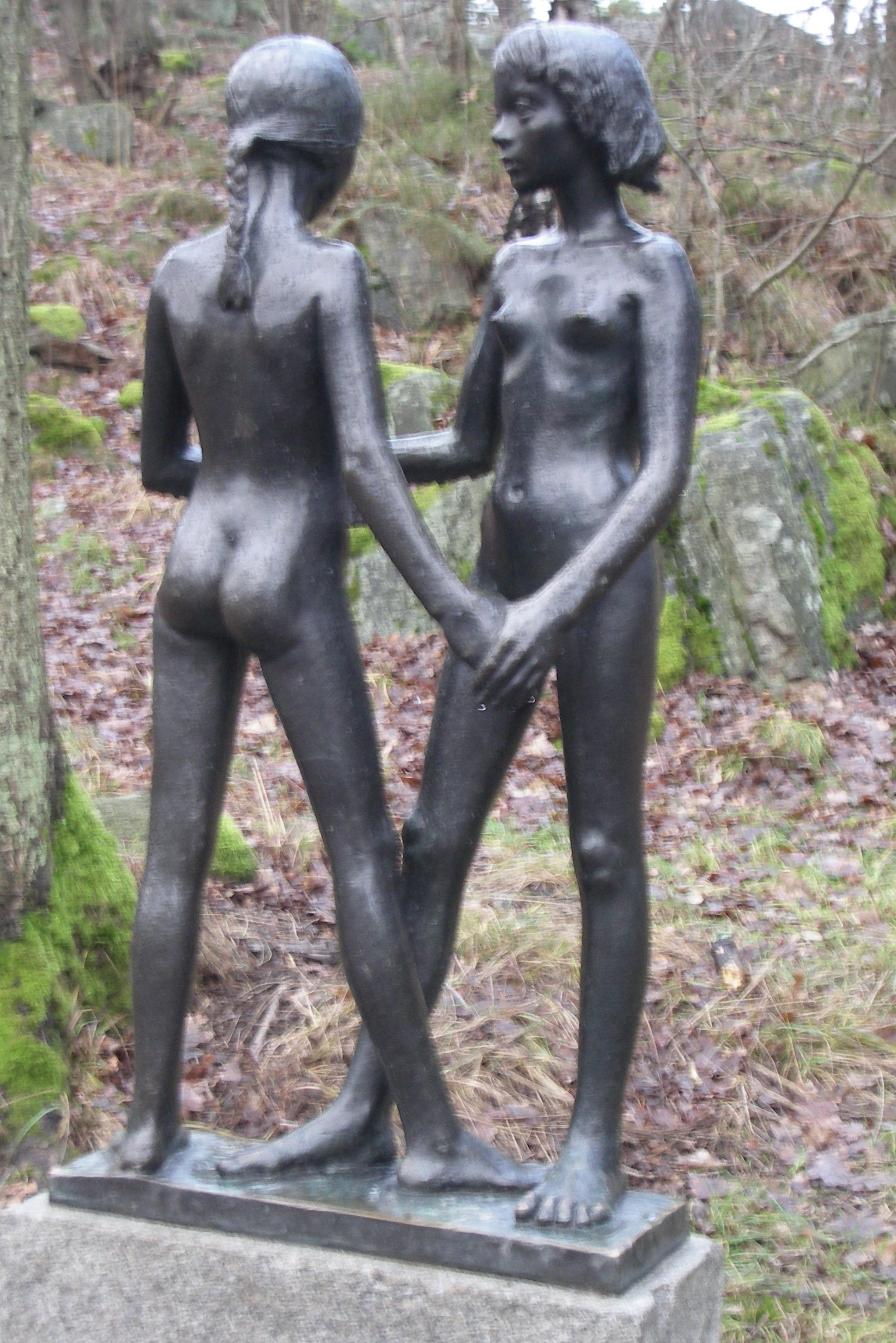
Nr. 2: Systrarna von Stig Blomberg
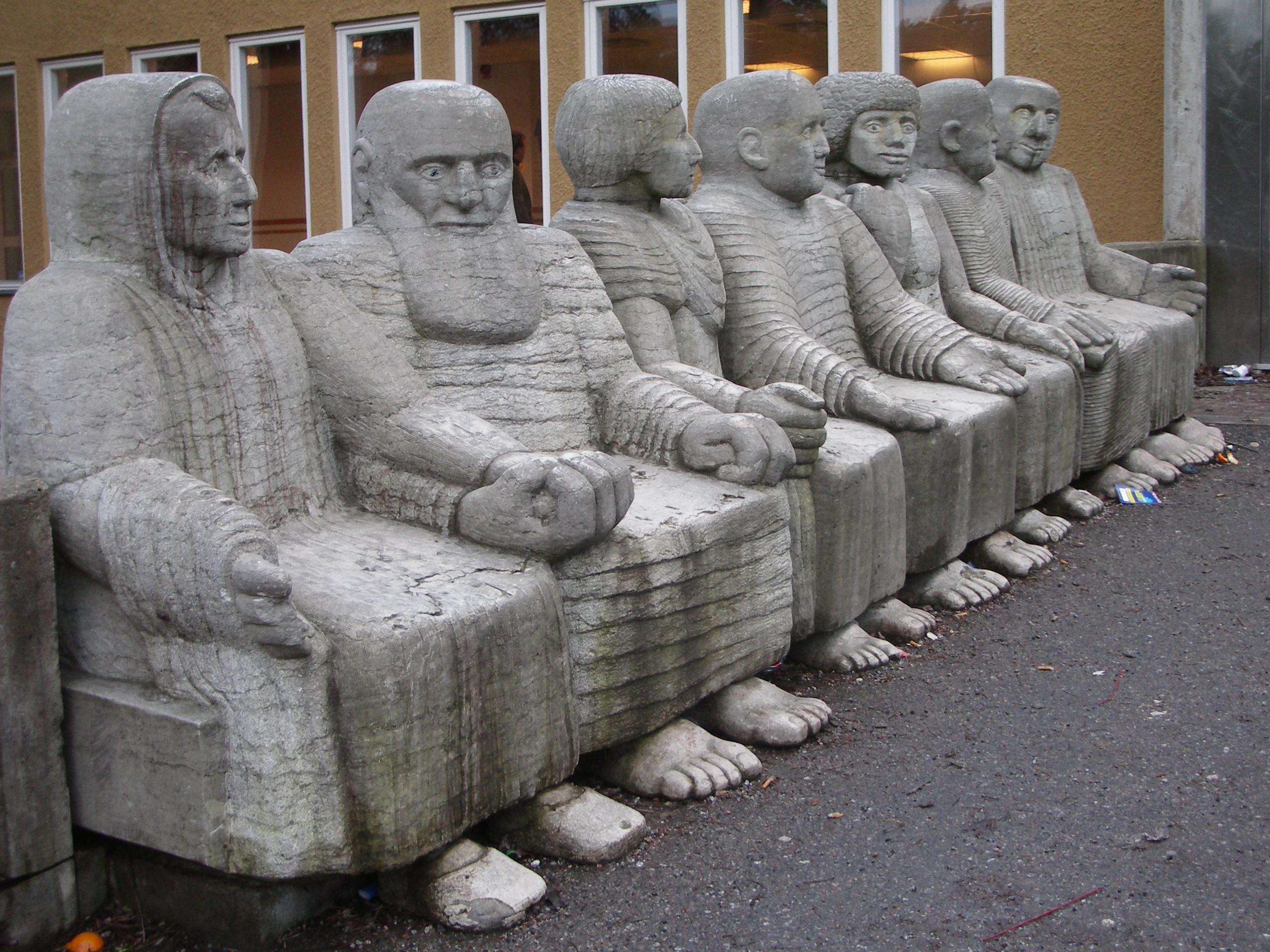
Nr. 3: Efter badet von Pye Engström
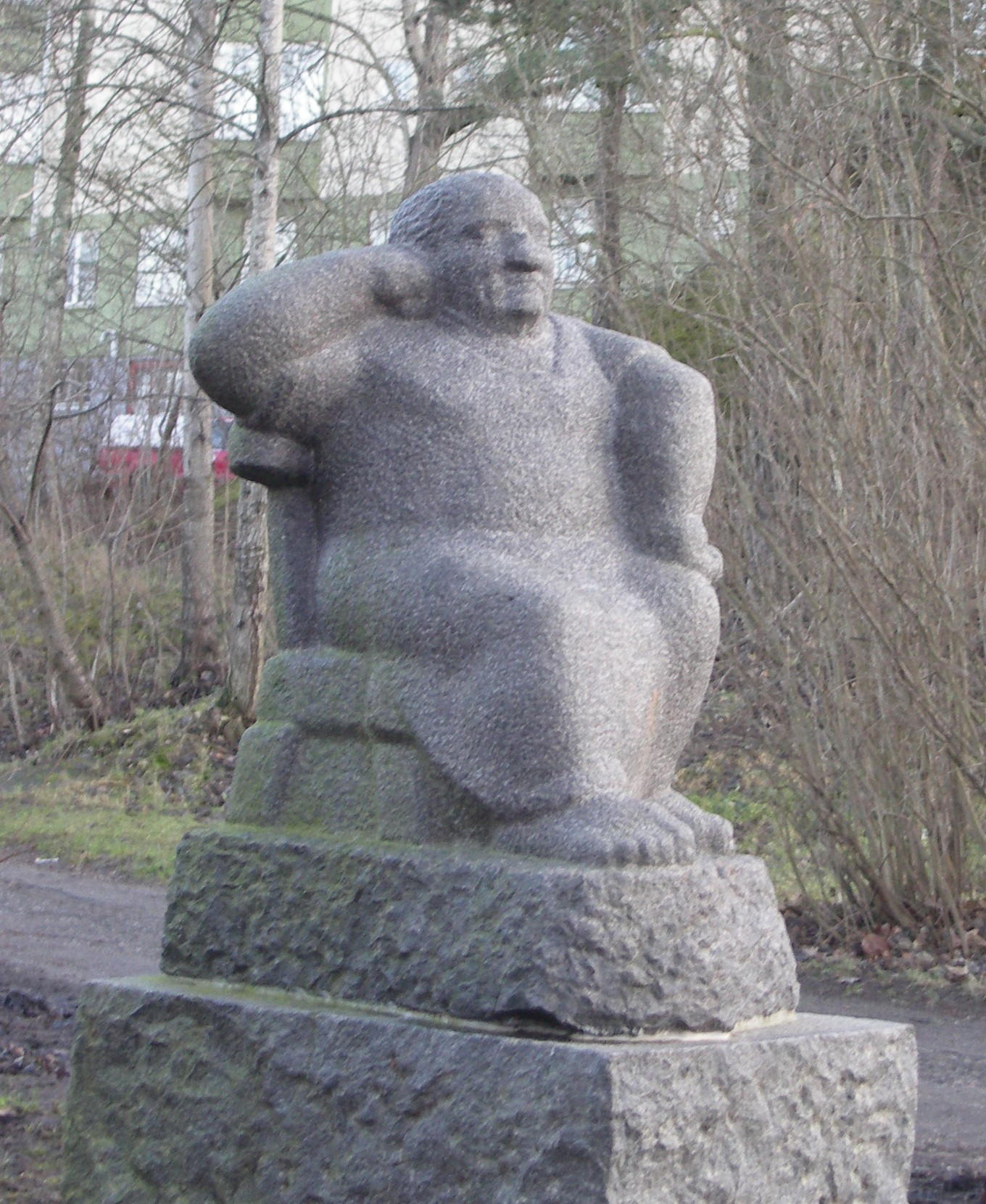
Nr. 4: Faster von Liss Eriksson
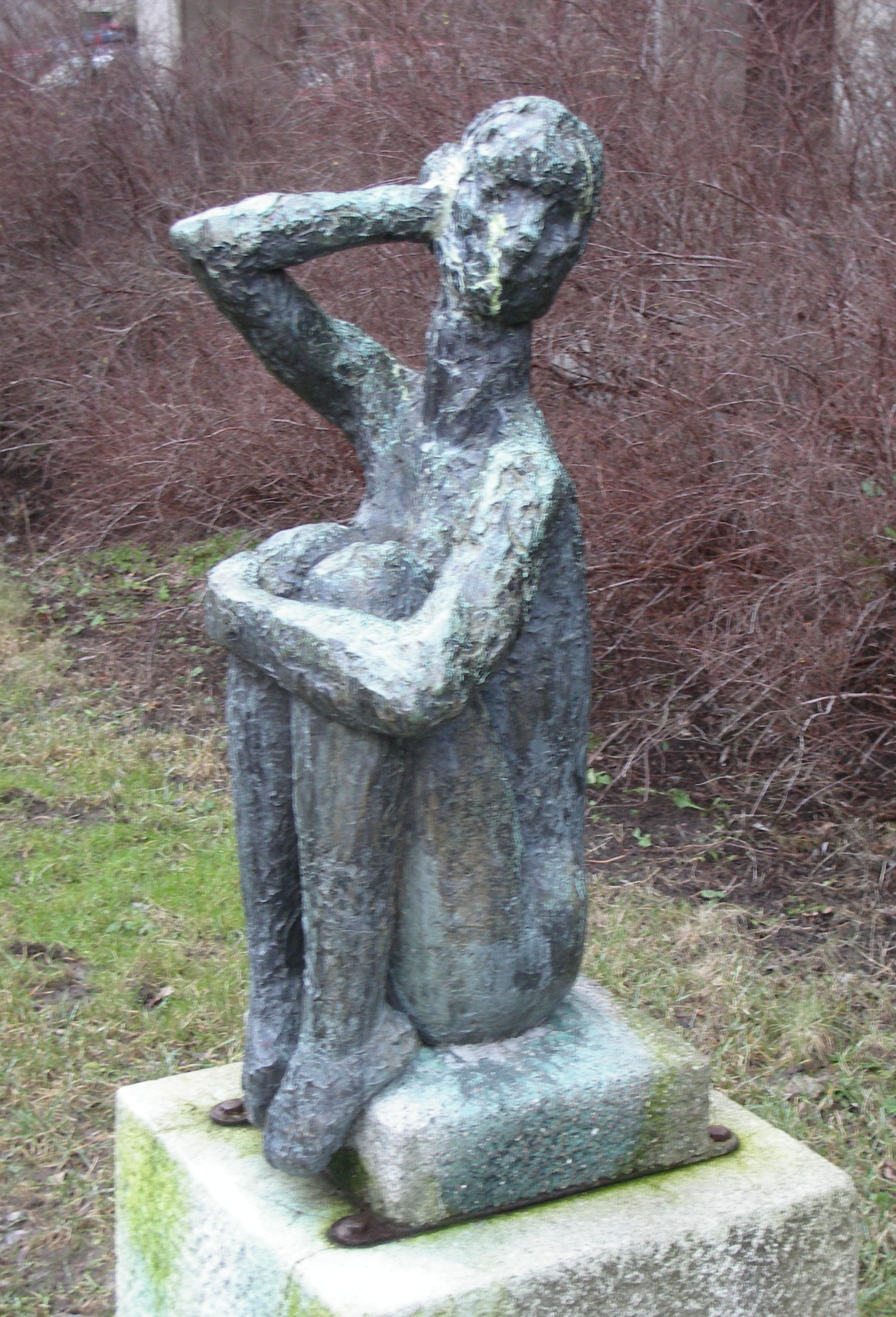
Nr. 5: Oskuld von Liss Eriksson
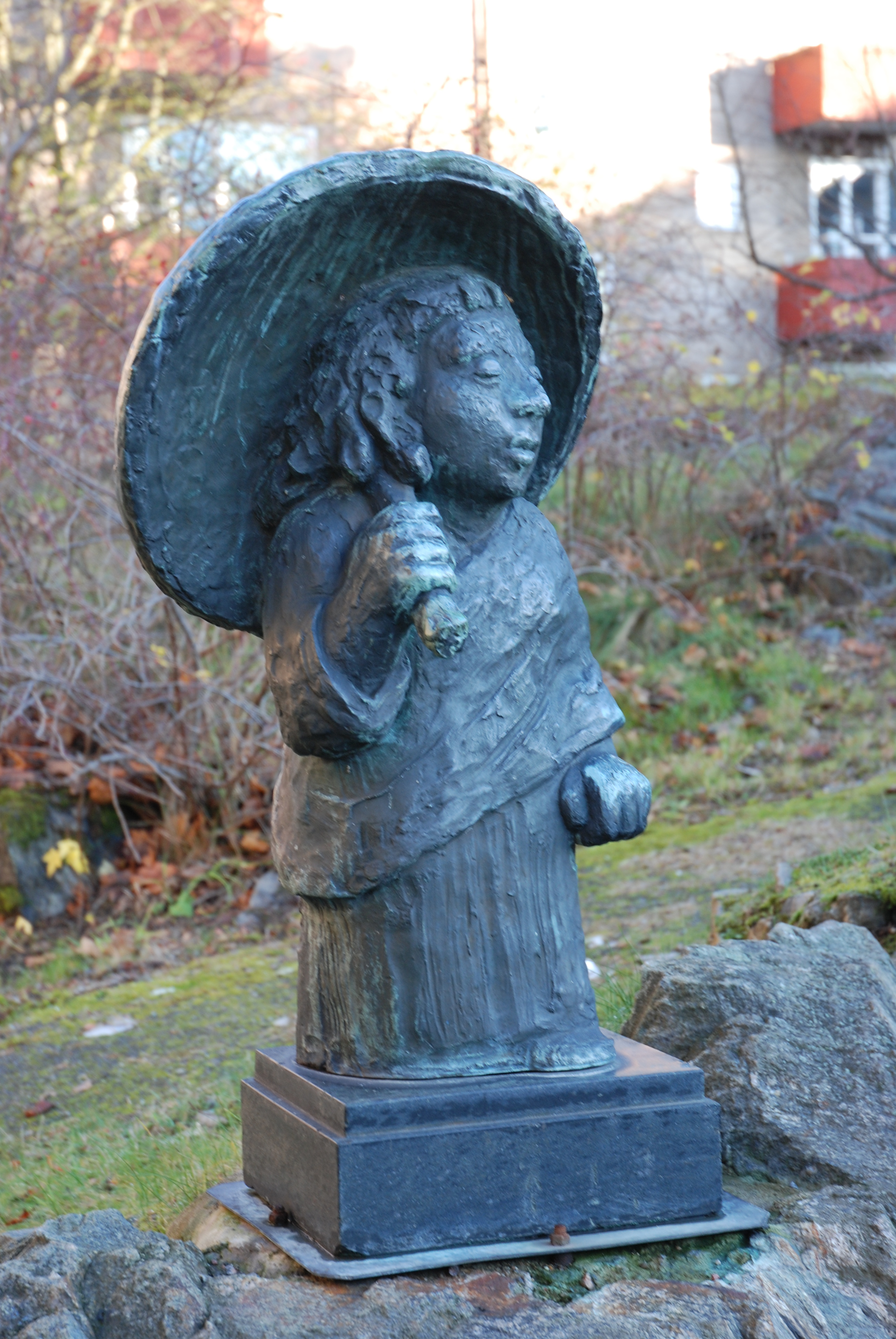
Nr. 6: Flicka med parasoll von Adam Fischer
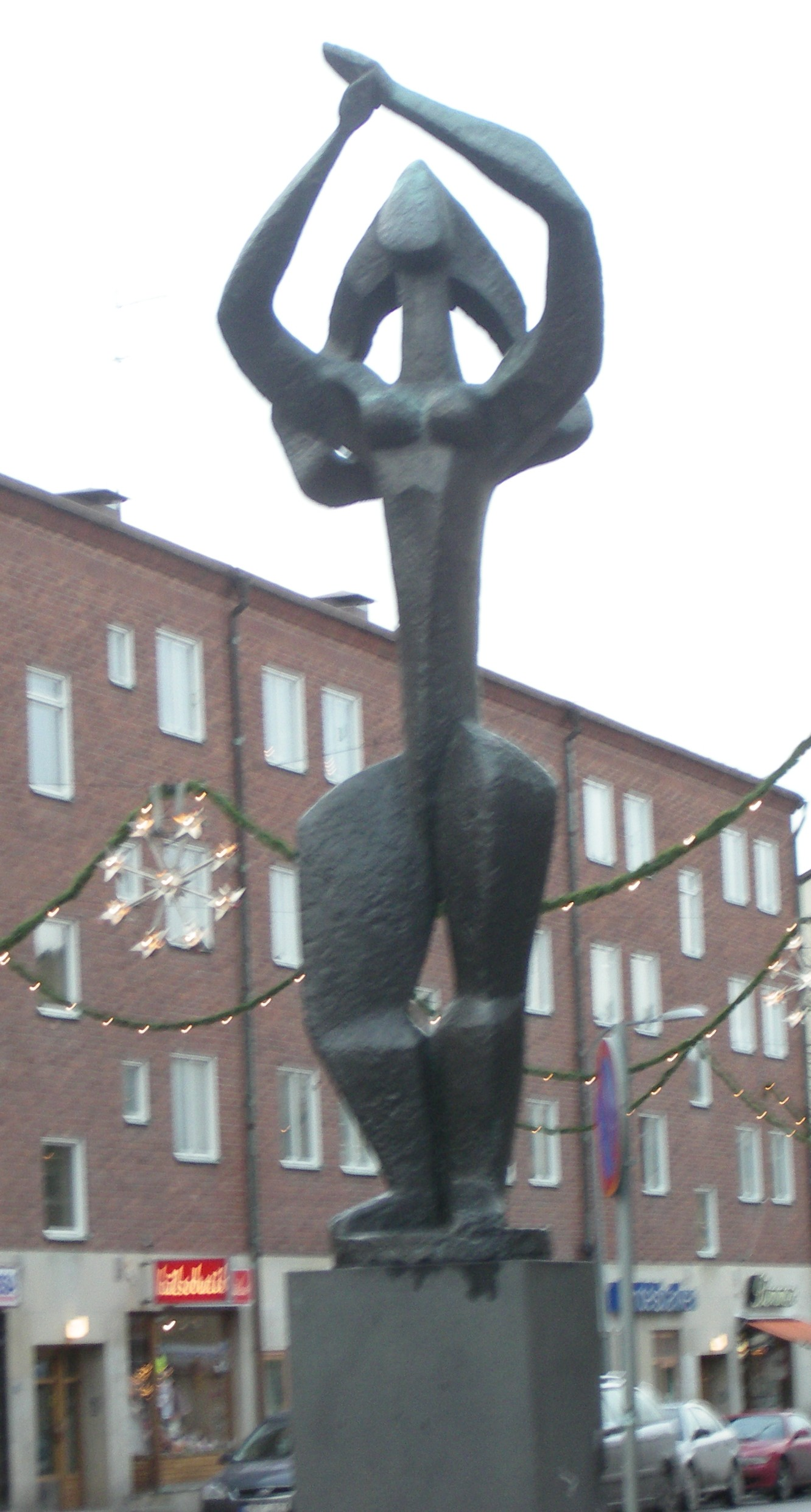
Nr. 7: Trädet von Eric Grate
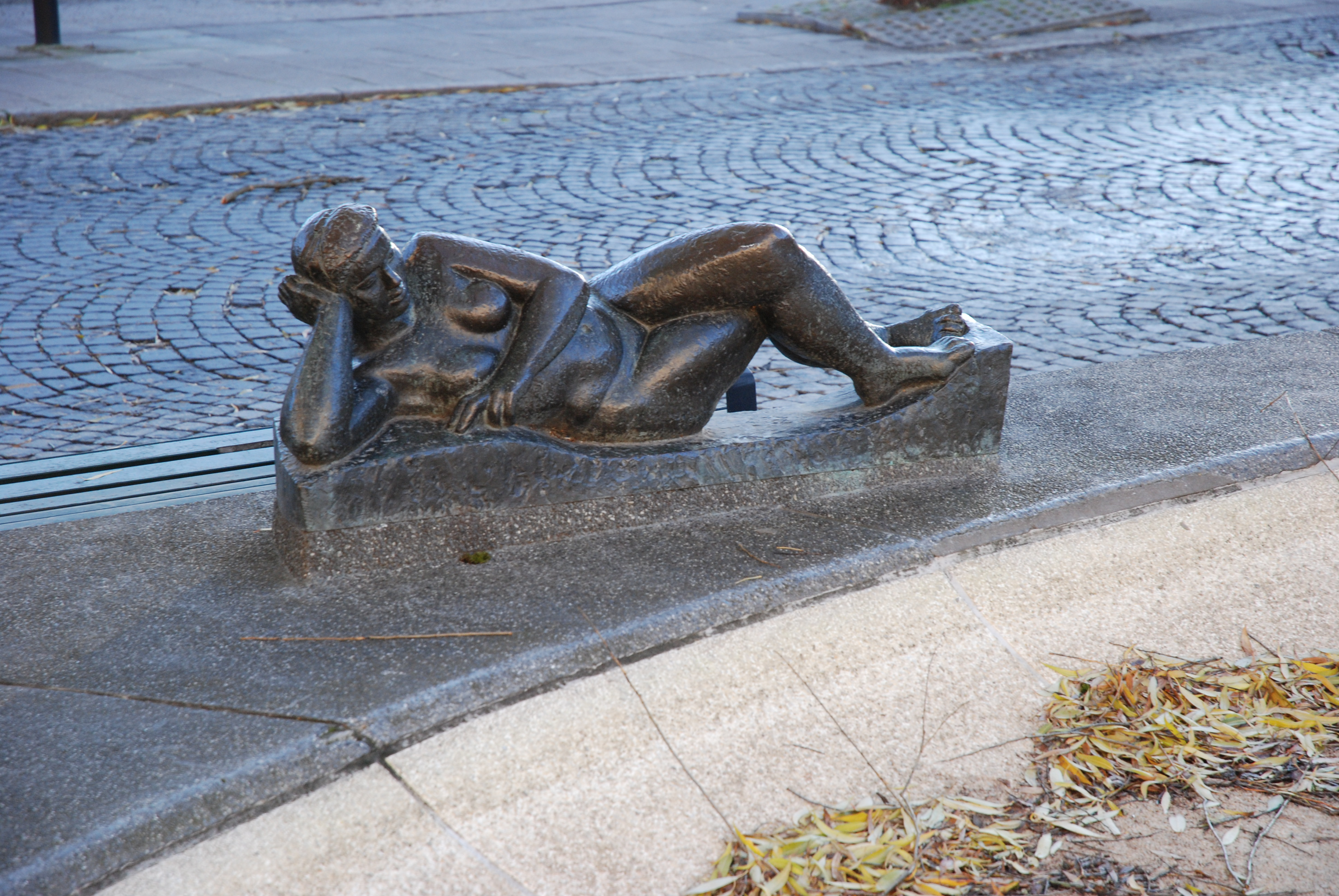
Nr. 8: Liggande kvinna von Eric Grate
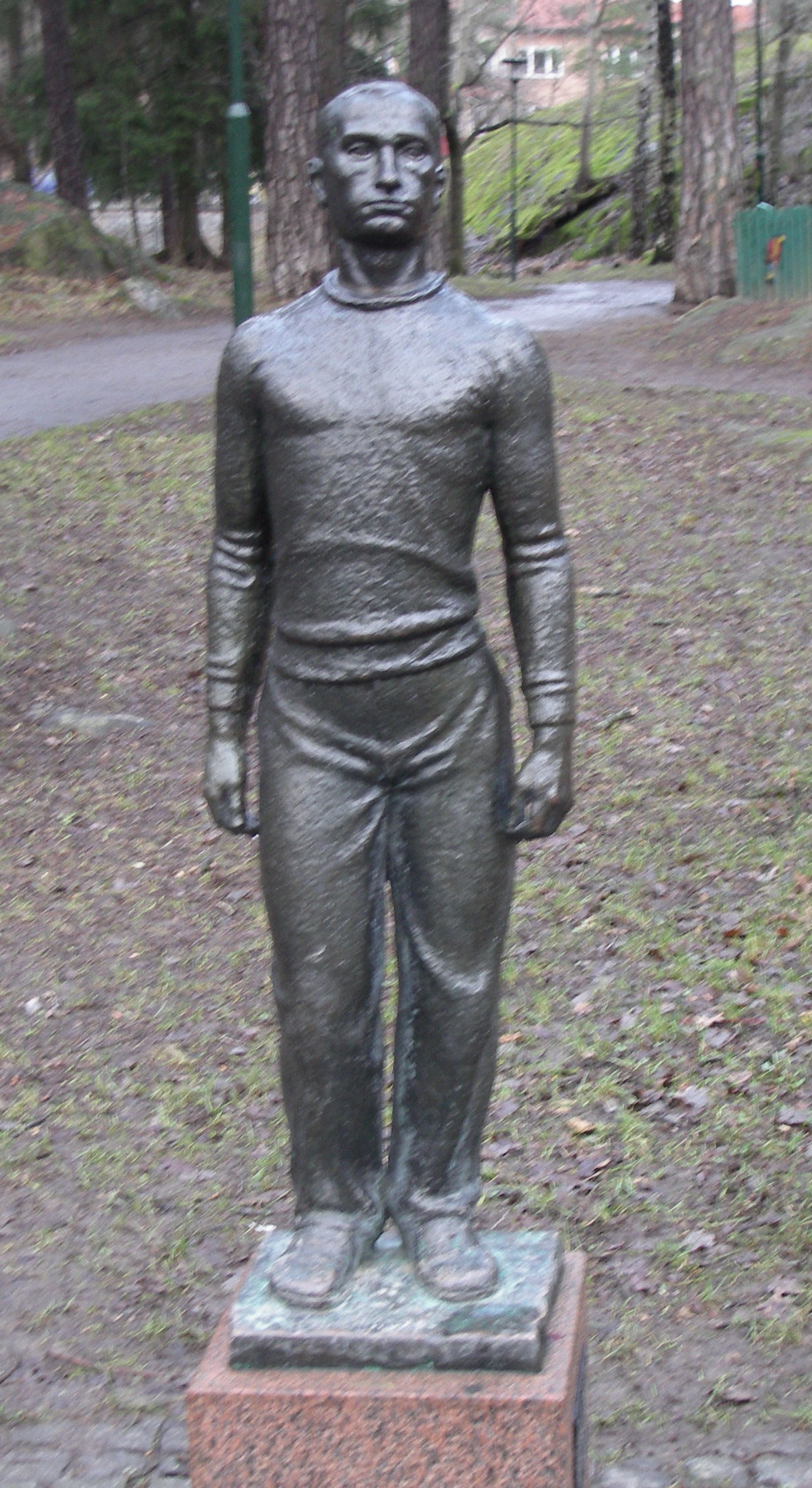
Nr. 9: Mannen med islandströjan von Ivon Johnsson
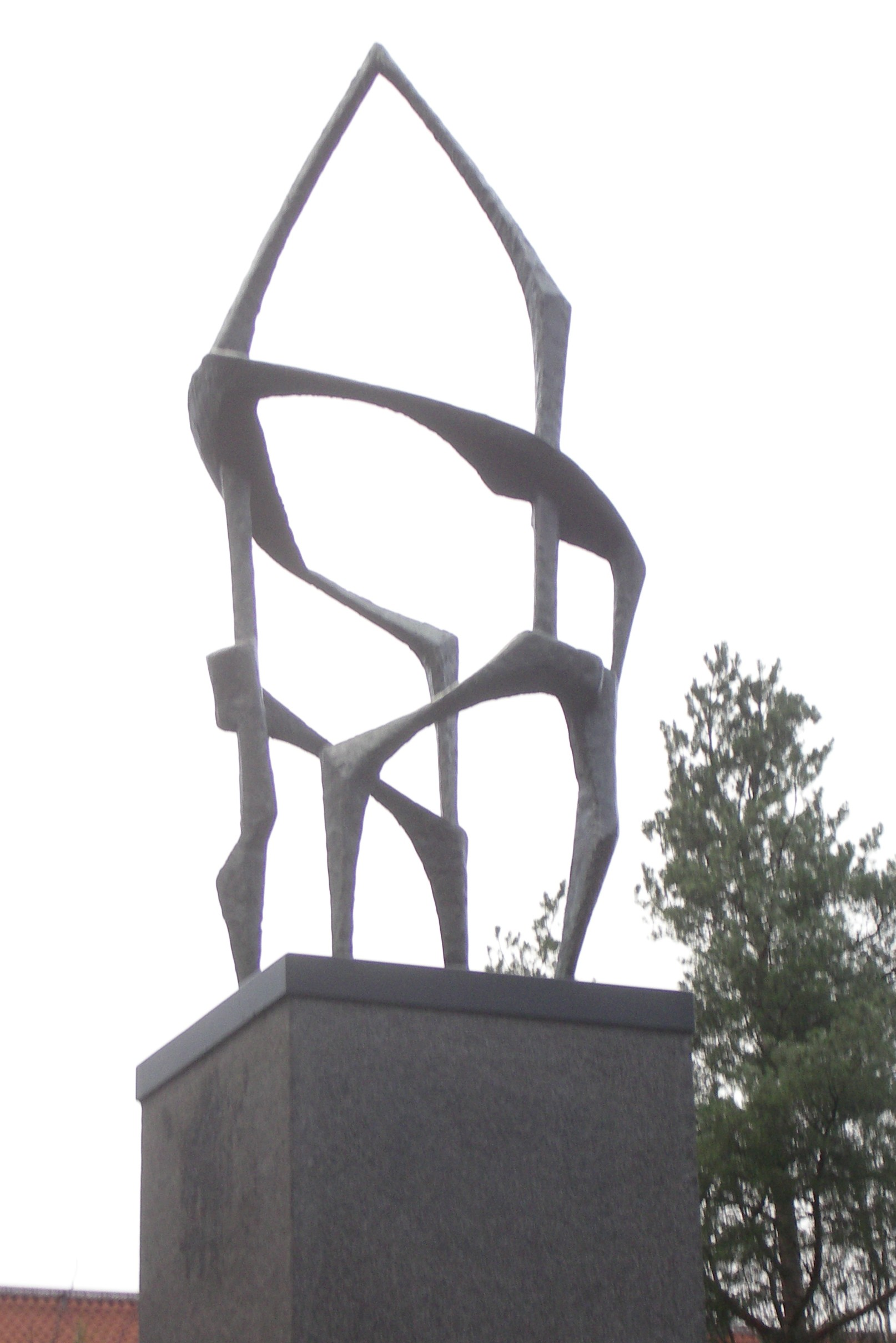
Nr. 10: Katedral von Arne Jones
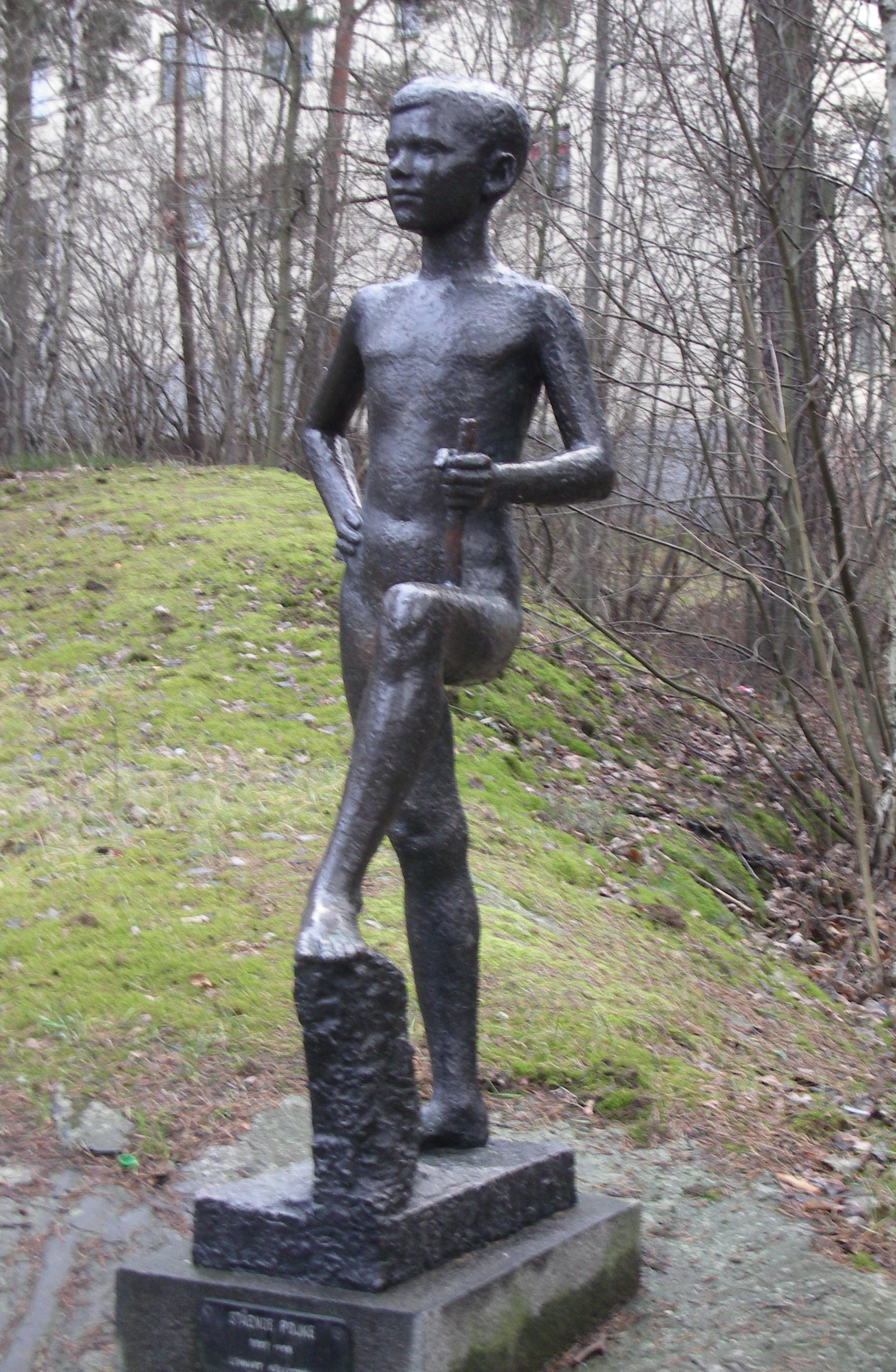
Nr. 11: Stående pojke von Lennart Källström
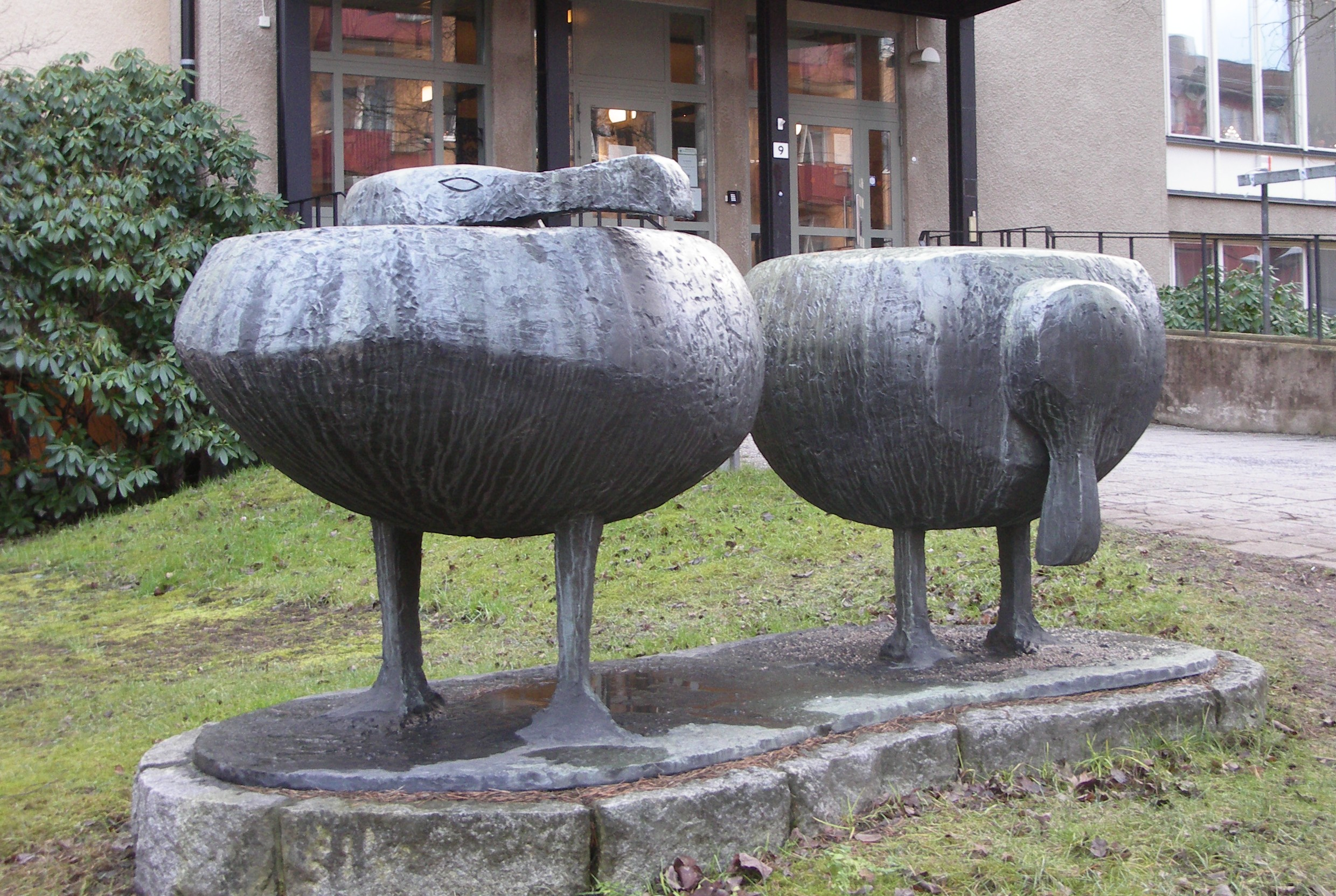
Nr. 12: Vingkontroll von Karl_Gunnar Lindahl
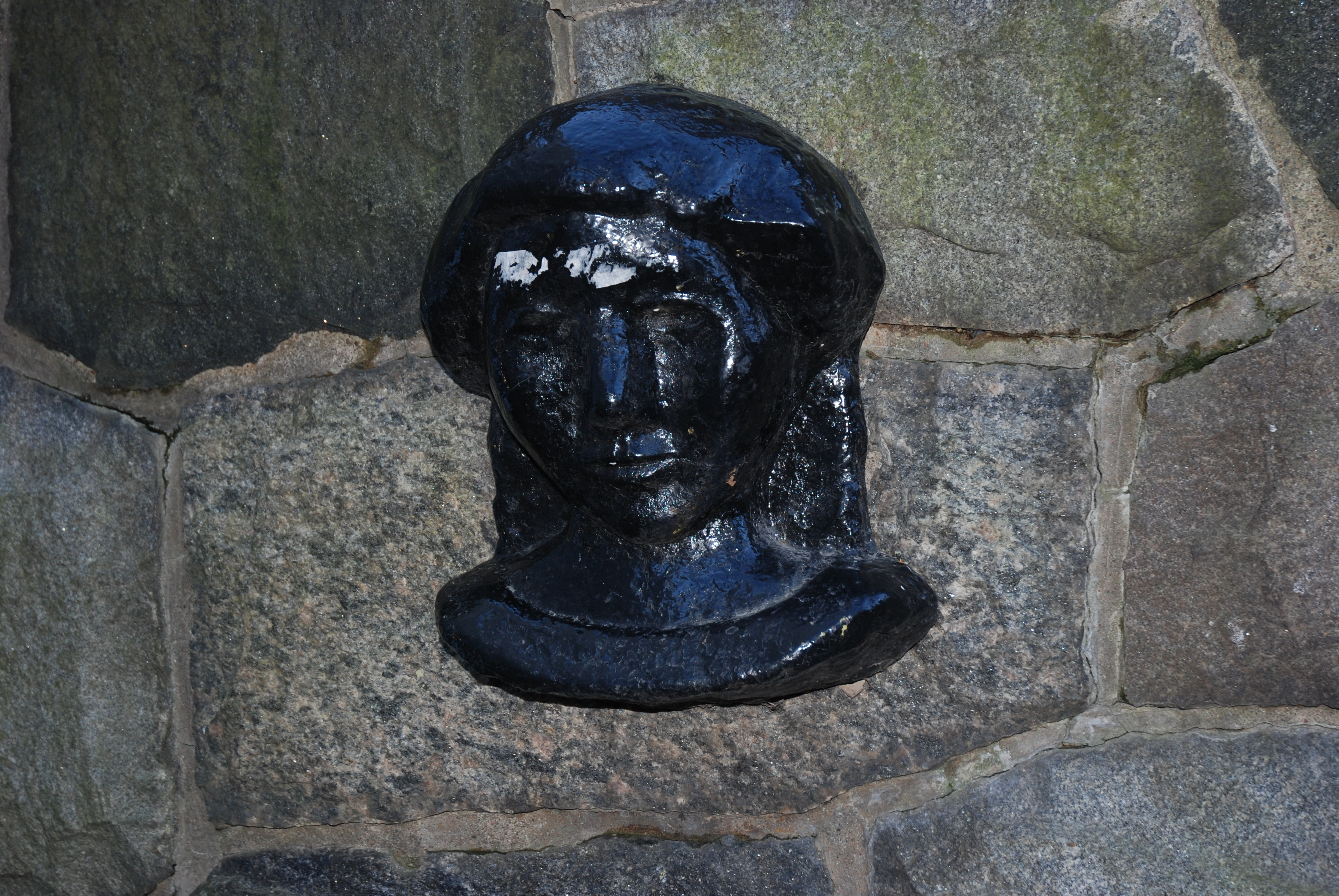
Nr. 13: Huvud von Knut Erik Lindberg
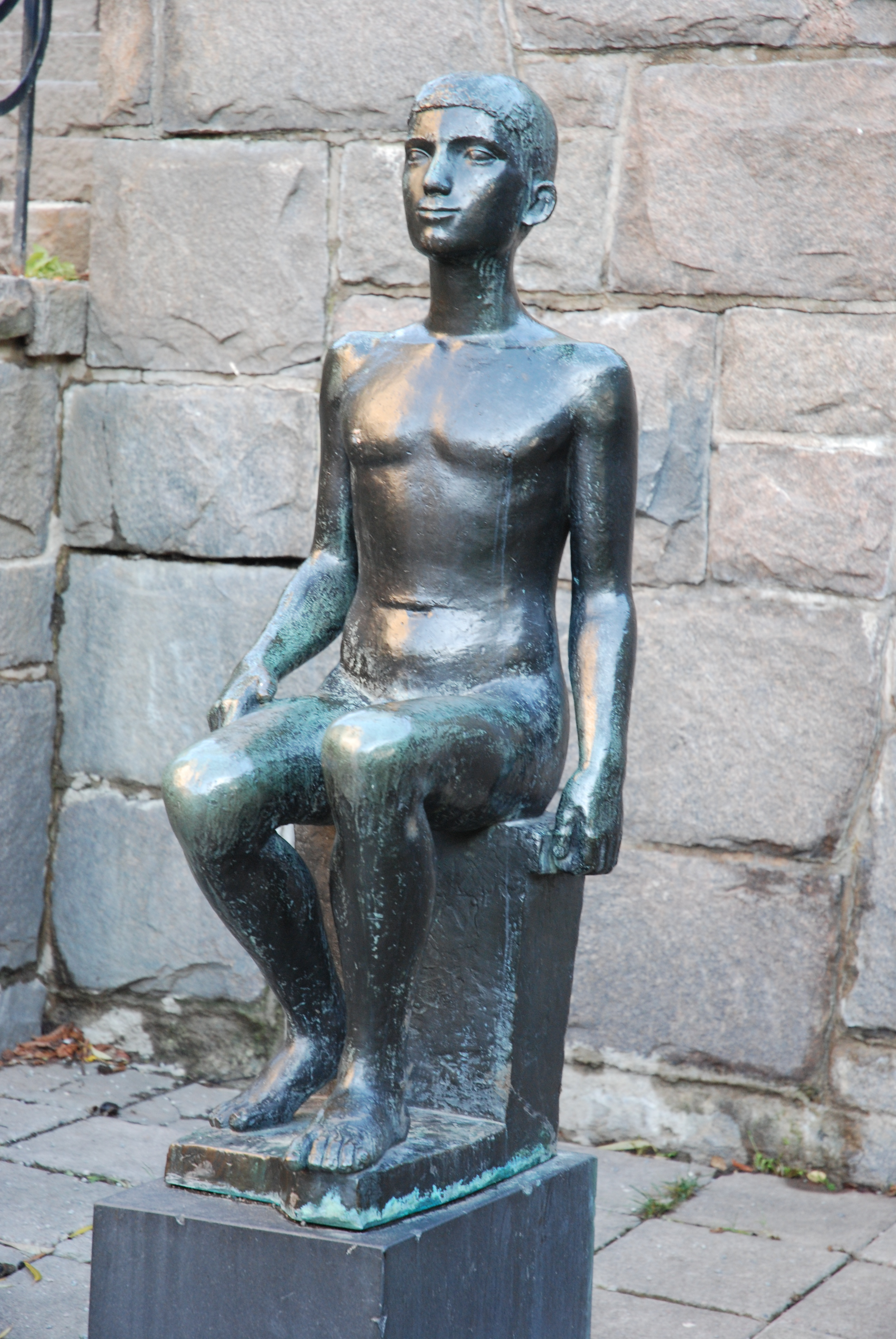
Nr. 14: Sittande pojke von Bror Marklund
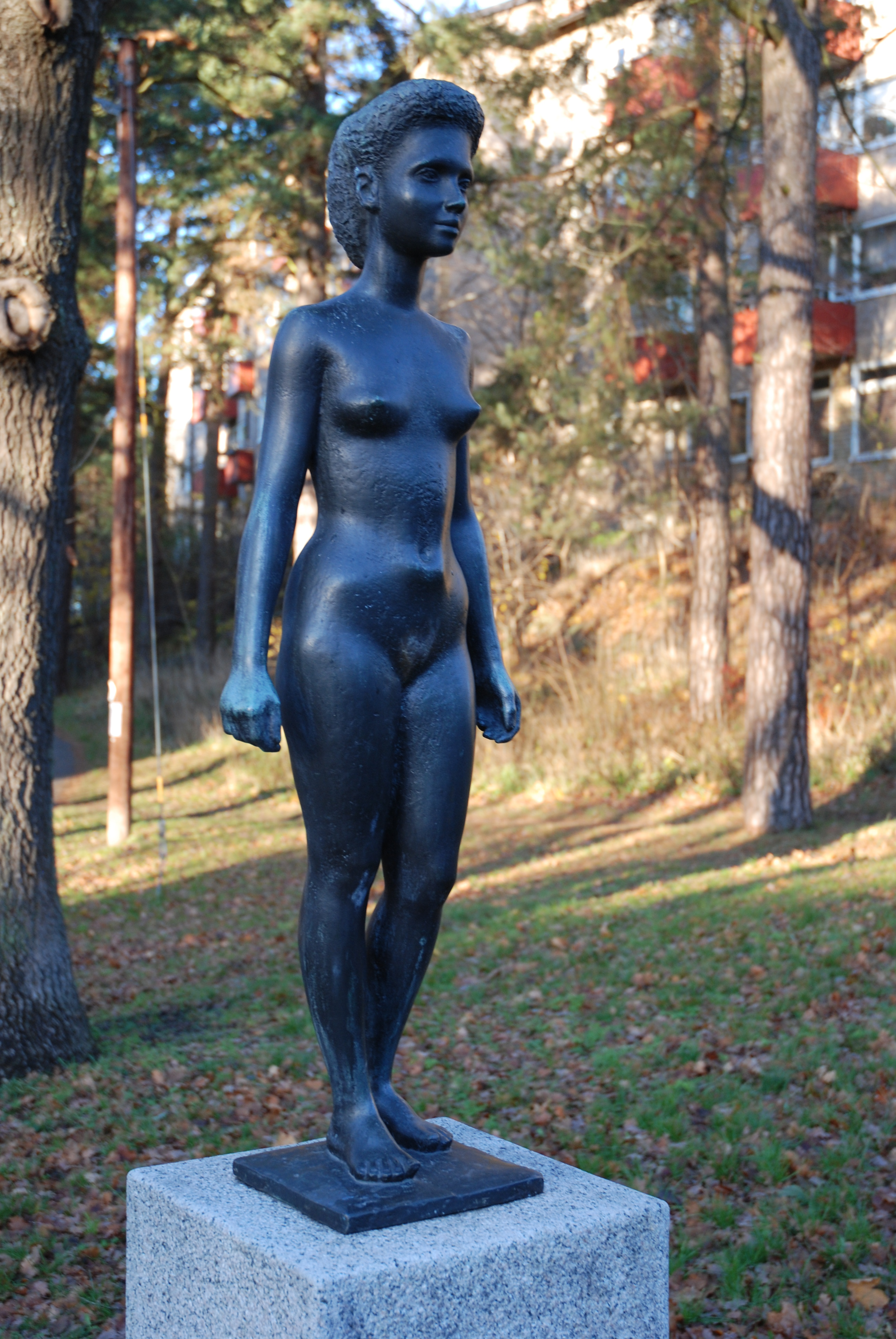
Nr. 17: Lena von Gustav Nordahl
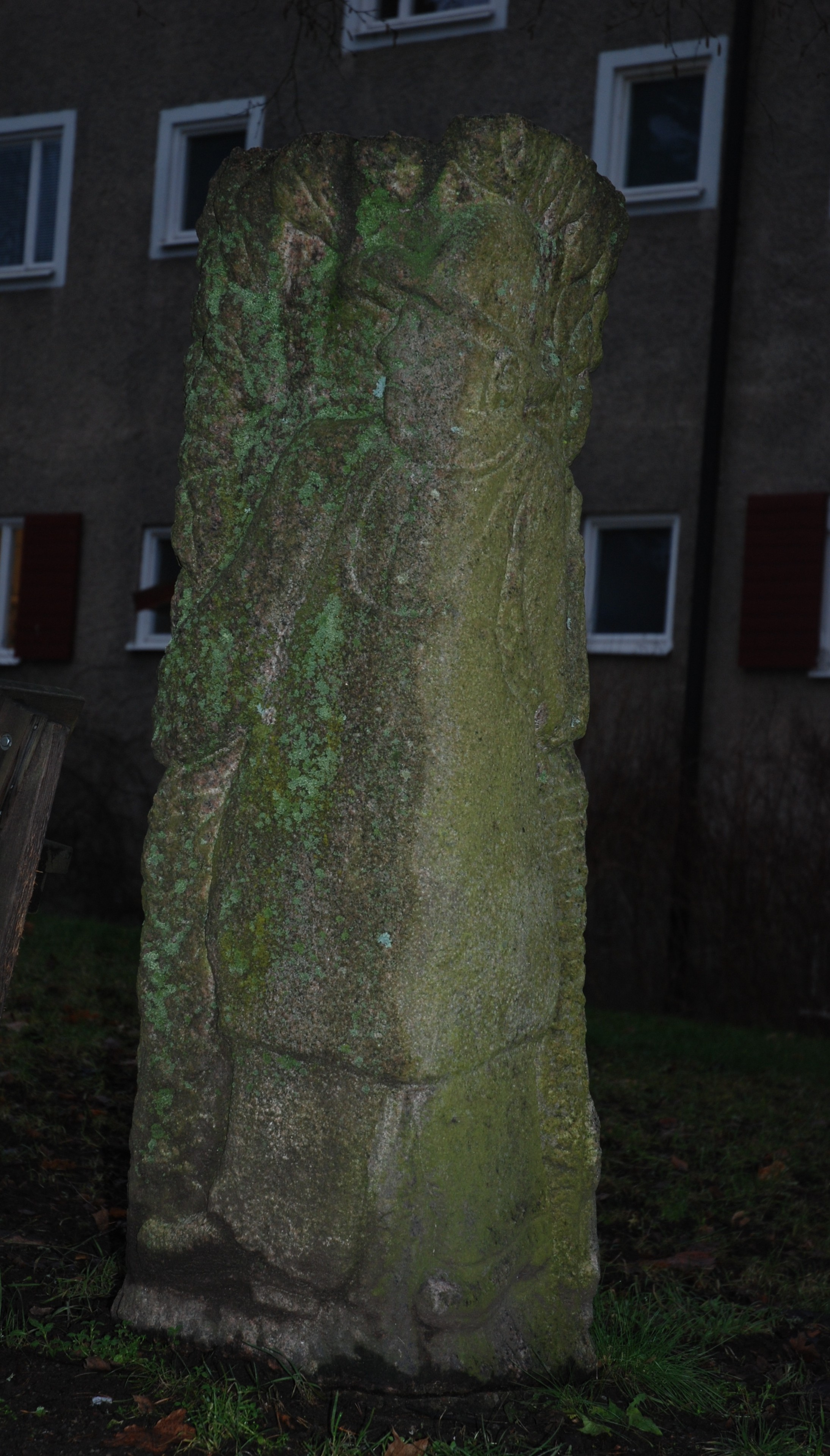
Nr. 18: Korkarlen von Olof Thorwald Ohlsson
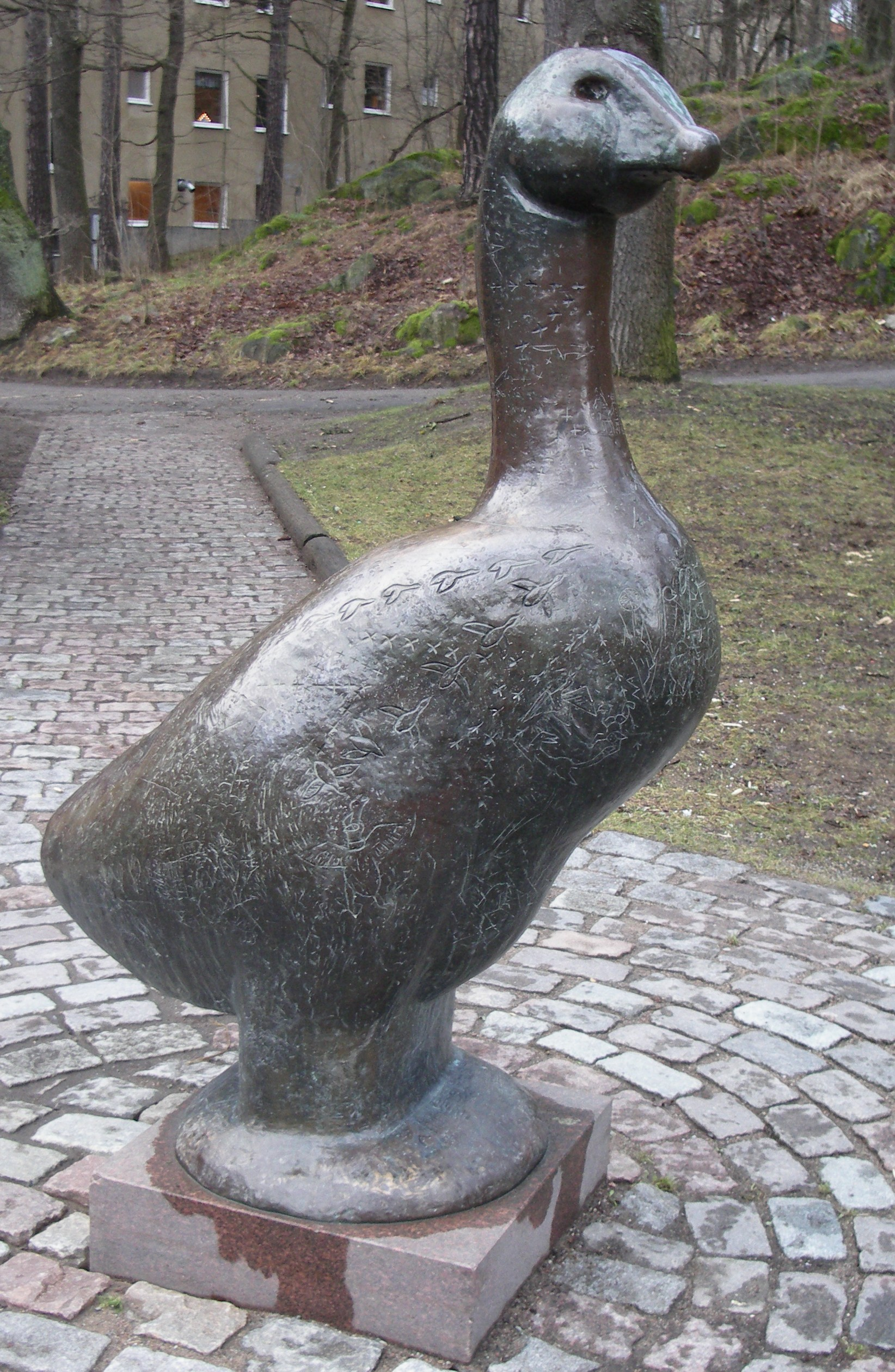
Nr. 19: Den store hvide von Edvin Öhrström
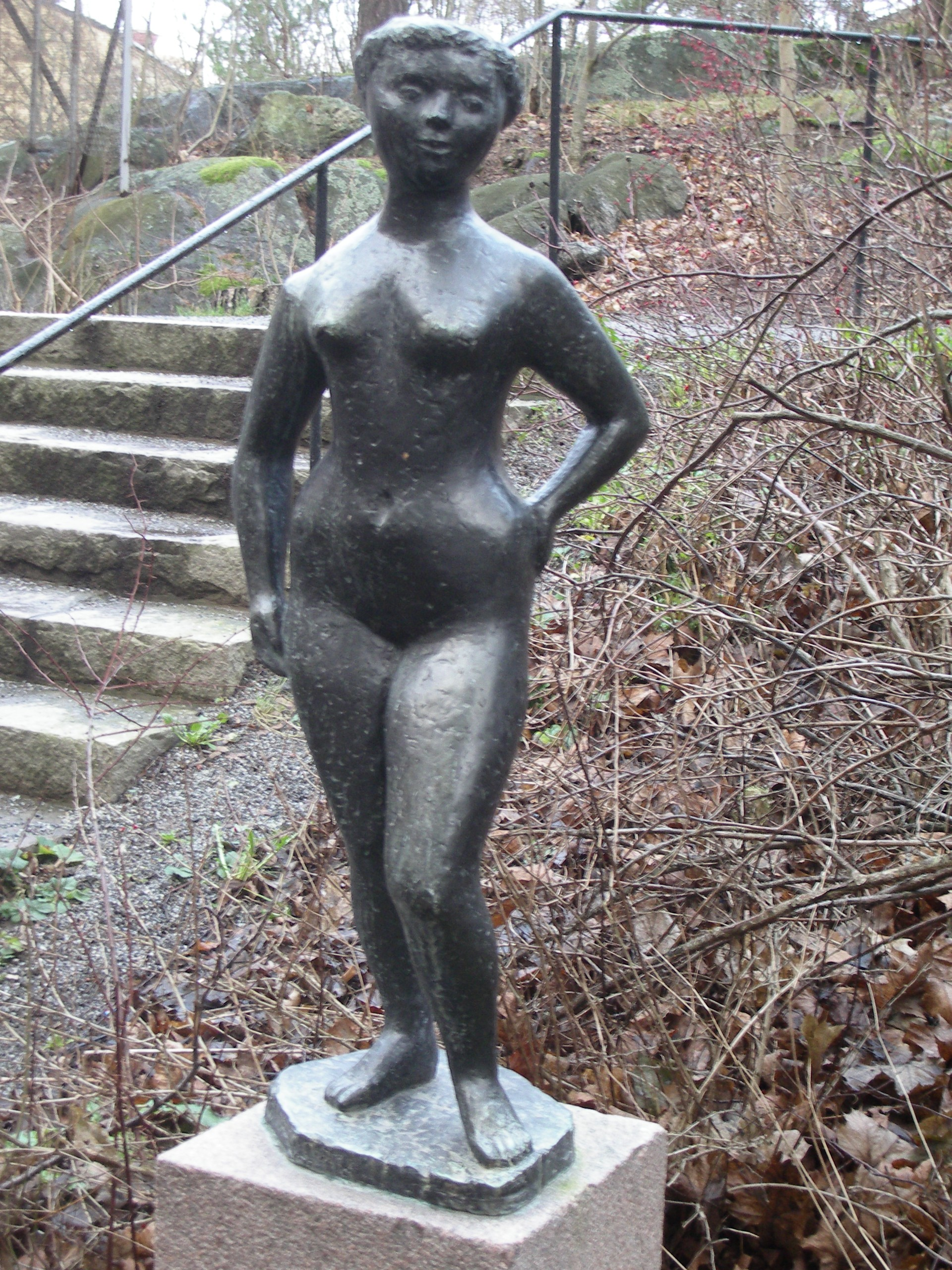
Nr. 20: Petite femme von Palle Pernevi
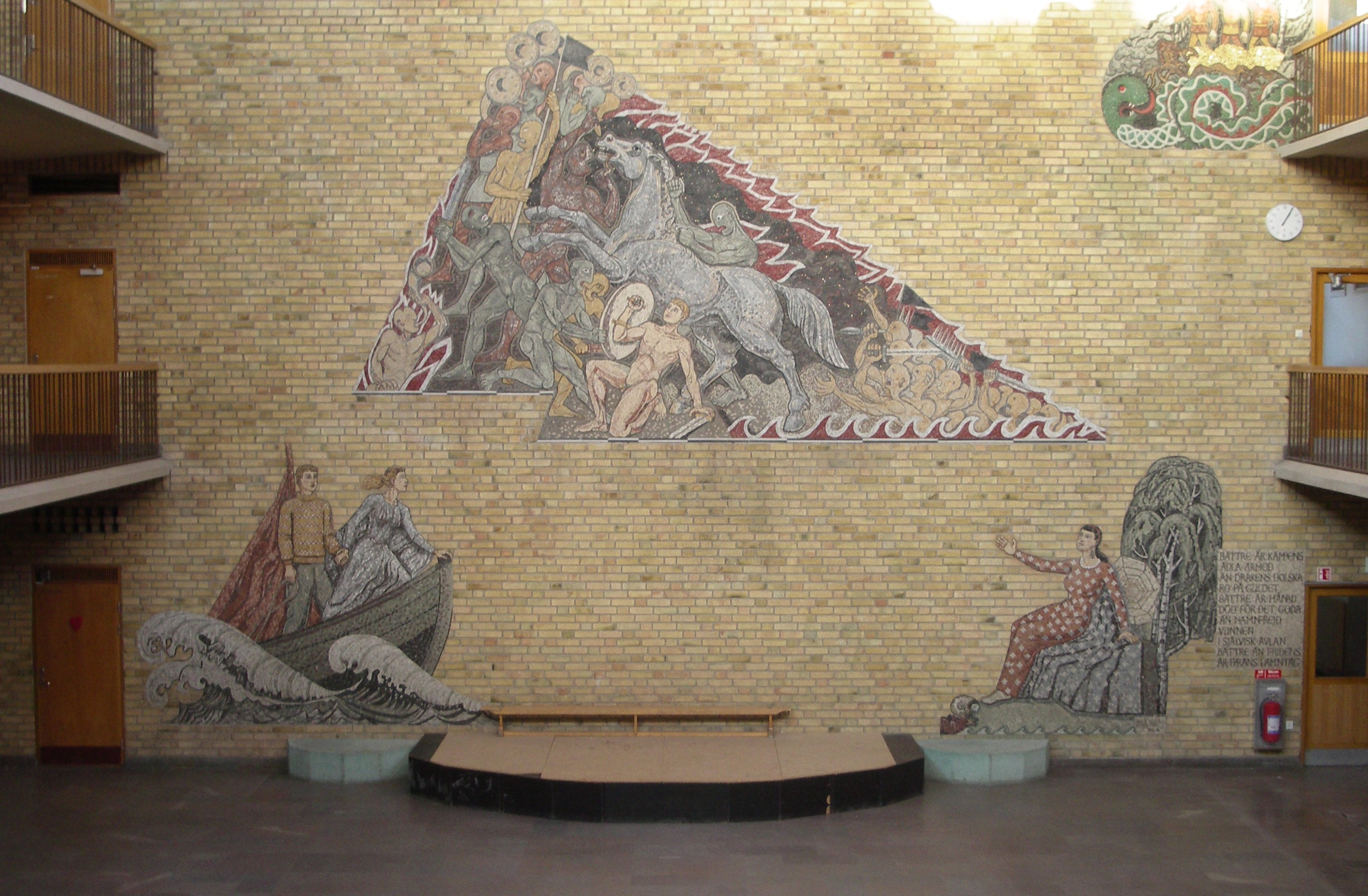
Wandmosaik Västertorpsskolan von Otte Sköld